# Khaled (álbum)
Khaled é um álbum de estúdio do cantor argelino homônimo, lançado em 1992.
O álbum foi cantado principalmente no dialeto árabe argelino, com exceção de Ne m'en voulez pas, que foi cantado em francês. Segundo algumas estimativas, o álbum vendeu mais de 7 milhões de cópias.
Khaled obteve êxito no Brasil e na França por causa de hits como Didi e El Arbi.

## Produção
Khaled assinou com a gravadora francesa Barclay Records, depois trouxe o produtor musical americano Don Was para "incorporar o R&B americano", o que o profissional conseguiu fazer ao combinar os músicos ao vivo de Khaled com a mixagem e batidas feitas por computador Macintosh e um teclado.

## Recepção
A resposta do público árabe foi mista. Muitos árabes afirmam que ficaram ofendidos pela exposição ao que consideravam  "(vender) ao comercialismo ocidental", chegando a parar de comprar os discos e ir aos shows do artista. Outros consideraram isso "novo, legal e revolucionário", atraindo um novo público. 
A música Didi, foi tocada em boates francesas, fazendo o álbum vender bem em toda a França. O rapper francês Abdelmalek Sultan da banda de hip-hop IAM chamou Khaled de "Public Enemy Árabe", sendo o primeiro artista raï a entrar com sucesso no mercado pop francês.

No Brasil, a faixa de sucesso foi El Arbi, ganhando êxito por volta de 1999, através das danceterias. O sucesso fez com que a Universal Music lançasse o álbum ao público brasileiro. A vendagem no Brasil rendeu um disco de platina ao cantor argelino.
| Críticas profissionais | Críticas profissionais |
| Avaliações da crítica  | Avaliações da crítica  |
| Fonte                  | Avaliação              |
| ---------------------- | ---------------------- |
| Allmusic               | [ 7 ]                  |

## Lista de faixas
Todas as faixas compostas por Khaled, exceto "Ne M'En Voulez Pas", por Khaled e Gilles Millet
| N.º            | Título               | Produtor(es)   | Duração |  |
| 1.             | "Didi"               | Don Was        | 5:02    |  |
| 2.             | "El Arbi"            | Was            | 3:35    |  |
| 3.             | "Wahrane"            | Michael Brook  | 4:27    |  |
| 4.             | "Ragda"              | Was            | 3:51    |  |
| 5.             | "El Ghatli"          | Brook          | 4:07    |  |
| 6.             | "Liah Liah"          | Brook          | 4:21    |  |
| 7.             | "Mauvais Sang"       | Was            | 6:13    |  |
| 8.             | "Braya"              | Was            | 4:46    |  |
| 9.             | "Ne M'En Voulez Pas" | Brook          | 4:57    |  |
| 10.            | "Sbabi"              | Brook          | 4:05    |  |
| 11.            | "Harai Harai"        | Brook          | 3:57    |  |
| Duração total: | Duração total:       | Duração total: | 48:58   |  |